# Moses Pelham
Moses Peter Pelham (né le 24 février 1971 à Francfort-sur-le-Main, Hesse) est un rappeur allemand, et fondateur et gérant du label Pelham Power Productions (3P).

## Biographie
Pelham entre pour la première fois en contact avec le rap pendant qu'il passe ses vacances aux États-Unis, à l'âge de treize ans. En 1989, il publie son premier album Raining Rhymes, dont le morceau Twilight Zone sera le premier extrait.
En 1993, il fonde, avec Thomas Hofmann, le groupe Rödelheim Hartreim Projekt. Un premier album, Direkt aus Rödelheim, est publié en 1994 et se vend à plus de 160 000 unités. Peu après, Pelham devient le producteur de la rappeuse Sabrina Setlur et de Xavier Naidoo. Après la séparation du Rödelheim Hartreim Projekt, Moses Pelham réalise l'album solo Geteiltes Leid 1. Le successeur, Geteiltes Leid 2, n'est réalisé qu'en 2004.
Il fait partie à partir de 2001 du groupe de soul Glashaus.
Il signe aussi sur son label, le chanteur de soul Xavier Naidoo. Pour ce dernier, la production de l'album Nicht von dieser Welt n'a pas été effectuée par Pelham. Peu de temps après, ils se séparent, ce qui donne lieu à un litige juridique de longue date concernant les droits d'exploitation, qui seront jugés en faveur de Xavier Naidoo,.
En novembre 2012 sort le nouvel album Geteiltes Leid 3, qui atteint le top-10 des charts allemands. En 2017, Pelham apparaît dans la quatrième saison de Sing meinen Song – Das Tauschkonzert.

## Discographie

### Albums studio
- 1989 : Raining Rhymes
- 1992 : The Bastard lookin' 4 the light (1992 produziert, aber erst 2000 veröffentlicht)
- 1994 : Rödelheim Hartreim Projekt - Direkt aus Rödelheim (avec Thomas Hofmann)
- 1995 : Rödelheim Hartreim Projekt - Live aus Rödelheim (avec Thomas Hofmann)
- 1996 : Rödelheim Hartreim Projekt - Zurück nach Rödelheim (avec Thomas Hofmann)
- 1998 : Geteiltes Leid I
- 2004 : Geteiltes Leid II
- 2012 : Geteiltes Leid III
- 2017 : Herz

### Singles
- 1988 : Ay-Ay-Ay (What We Do For Love) (avec Rico Sparx)
- 1988 : Twilight Zone
- 1989 : Can this be love
- 1989 : Raining Rhymes
- 1990 : Muscles (avec Harold Faltermeyer)
- 1998 : Hartreim Saga
- 1998 : Schnaps für alle
- 1999 : Skillz (avec Illmatic & Xavier Naidoo)
- 1999 : Mein Glück
- 2000 : Bonnie & Clyde 2000 (avec Cora E.)
- 2004 : Ein schöner Tag
- 2004 : 77 Minutes of Strugglin (avec Illmatic & Kool Savas)
- 2006 : Gott liebt mich
- 2009 : Strugglin' (2009 ISAS Remix) (avec Illmatic, Kool Savas & Cassandra Steen)
- 2012 : Für die Ewigkeit